# Ratpenat nectarívor de les Filipines
El ratpenat nectarívor de les Filipines (Eonycteris robusta) és una espècie de ratpenat de la família dels pteropòdids. És endèmic de les Filipines. El seu hàbitat natural són els boscos primaris, tot i que també viu en boscos secundaris i boscos pertorbats. Està amenaçat per la desforestació i l'activitat espeleològica.